# Graham Briggs
Graham Briggs (Doncaster, 14 juli 1983) is een Engels wegwielrenner die anno 2018 rijdt voor JLT Condor, dat hem in 2014 overnam van Team Raleigh. Eerder kwam hij ook al tussen 2007, 2008 en 2010, 2011 uit voor dit team. 
In april 2014 won hij de 208 kilometer lange derde etappe in de Ronde van Loir-et-Cher. In een sprint met drie klopte hij zijn medevluchters, Rasmus Mygind uit Denemarken en de Nederlander Brian van Goethem. Dankzij deze zege nam hij ook de leiderstrui over van Troels Vinther. In de twee daaropvolgende etappes kwam zijn leiderstrui niet meer in gevaar en wist hij de eindzege veilig te stellen. 

## Overwinningen
2014
3e etappe Ronde van Loir-et-Cher
Eindklassement Ronde van Loir-et-Cher

## Ploegen
- 2006 –  Agisko-Viner-Cycling.tv
- 2007 –  Recycling.co.uk
- 2008 –  Rapha Condor-Recycling.co.uk
- 2009 –  Candi TV-Marshalls Pasta RT[1]
- 2010 –  Rapha Condor-Sharp
- 2011 –  Rapha Condor-Sharp
- 2012 –  Team Raleigh-GAC
- 2013 –  Team Raleigh
- 2014 –  Rapha Condor JLT
- 2015 –  JLT Condor
- 2016 –  JLT Condor
- 2017 –  JLT Condor
- 2018 –  JLT Condor

Barrows · Biggs · Briggs · Coleman · Dawson · Enslin · Hagman · Hand · Higham · Morini · Pitrosk · Ransom · Urquhart · Williamson
Briggs · Hampton · Holloway · Holmes · Holohan · Holt · Horton · Janssen · Oliphant · Sparling · Sulzberger · Townshend
Berthou · Blain · Briggs · Britton · Christian · Hampton · Holmes · Lang · Moses · Norris · O'Brien · Oliphant · Scully · Stewart · Witmitz
Atkins · Briggs · Clancy · Downing · Dunne · Frame · Grivell-Mellor · Lapier · Laverack · Lawless · McCarthy · Moses · Mould · Slater · Williams · Hennessy (stagiair)
Bibby · Bradbury · Briggs · Burton · Clancy · Gibson · Gullen · Laverack · McCarthy · Moses · Mould · Slater · Stewart · Wood